# Kasteel Hedel

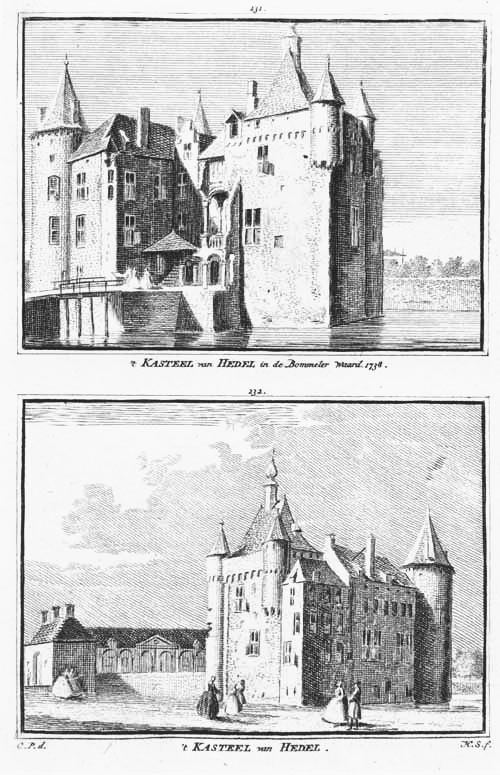
Kasteel Hedel in oude glorie, door Cornelis Pronk en Hendrik Spilman in 1738

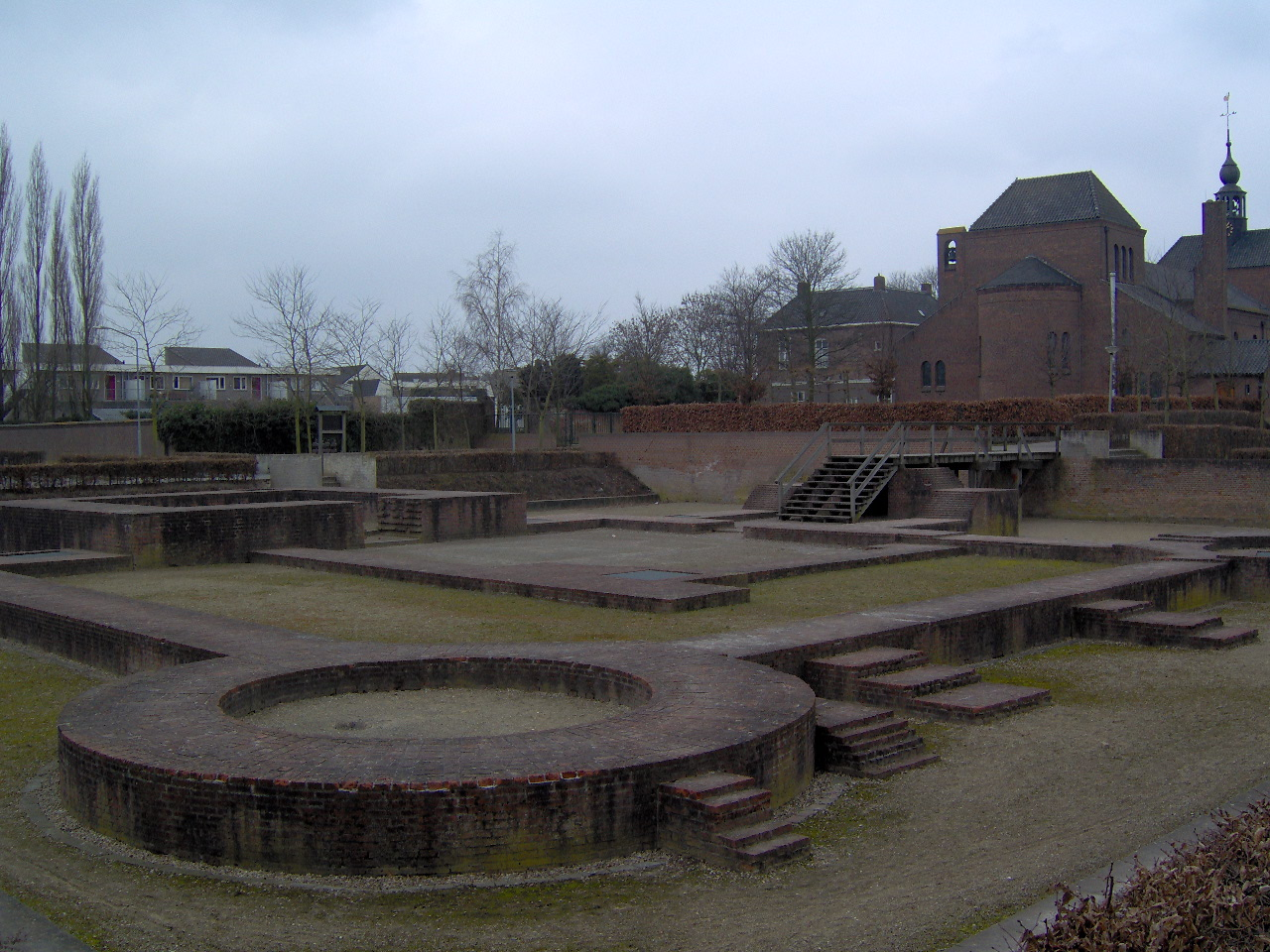
Deels gereconstrueerde fundering

Kasteel Hedel of Kasteel Heel was een kasteel in Hedel, tegenwoordig liggend in de gemeente Maasdriel, in de Nederlandse provincie Gelderland. Van het kasteel zijn de funderingen gerestaureerd; de rest is verdwenen.

## Geschiedenis

### Brabantse en Berghse tijd (13e eeuw tot 1699)
Het oudste deel van het kasteel, de donjon met gracht, werd vóór 1336 gebouwd. Ergens rond 1400 moet het zijn uitgebouwd tot kasteel middels muren, torens en (nieuwe) gracht. De eerste Hedelse heren waarschijnlijk allen Brabanders, maar Hedel heeft wel te maken met strijd tussen Hertogdom Brabant en het Graafschap Gelre en ligt feitelijk in een soort niemandsland. Vanuit het kasteel kon de scheepvaart over de Maas beheerst worden (tol), hetgeen tot veel wrijvingen met 's-Hertogenbosch leidde. Vanaf 1336 is het kasteel leenroerig aan Gelre, maar vanaf 1378 is het een allodiaal bezit.
Rond 1395 kwam het kasteel via huwelijkspolitiek in bezit van het Huis Bergh, een van de machtigste adellijke families van Gelre. Tussen 1416 en 1698 zijn elf familieleden heer of vrouw van Hedel geweest.
In 1565 werd het kasteel door Willem IV van den Bergh uitgebreid met twee zuilengalerijen in de binnenplaats, maar ook in staat van verdediging gebracht in verband met de dreigende burgeroorlog. Het gebouw leed veel schade tijdens de Tachtigjarige Oorlog en werd in 1591 ontmanteld, waardoor het haar militaire betekenis verloor. Tussen 1652 en 1654 werd het kasteel ingrijpend verbouwd tot buitenplaats.

### Gelderse tijd (1699-1802)
In 1699 belenen de Staten van Gelderland zichzelf met Hedel en brengen het kasteel onder bij de Gelderse Domeinen. In de decennia daarna wordt het kasteel grondig opgeknapt en veranderd. Vanuit het kasteel wordt het Rentambt Hedel (1700-1794) bestuurd.

### 19e en 20e eeuw
Het kasteel werd uiteindelijk in 1794 door de Fransen verwoest. In 1802 kocht de katholieke gemeenschap van Hedel de resten op en sloopte alles wat er nog overeind stond. Alleen de 'Neerhuizinge' (voorburcht) bleef overeind. In de Tweede Wereldoorlog werd ook dit gebouw verwoest. In 1981/1982 werd er archeologisch onderzoek verricht en werd het kasteel geconsolideerd en werd de fundering gedeeltelijk opgebouwd, zodat het kasteel weer te herkennen is. Het bevindt zich nabij Koningin Wilhelminastraat 6.